# کاخ ۲
کاخ ۲ (به تامیلی: Aranmanai 2) و (به انگلیسی: Palace 2) فیلمی هندی محصول سال ۲۰۱۶ و به کارگردانی سوندار سی است. در این فیلم بازیگرانی همچون سوندار سی، سیدارت نارایان، هانیسکا موتوانی، تریشا، پونام بجوا، کوای سارالا، سوری، منوبالا، چیترا لاکشمن، رادها راوی و وایباو ردی ایفای نقش کرده‌اند.